# Dreamland (Musical)
Dreamland ist ein 2019 entstandenes Bühnenmusical von Chris Miller (Musik und Buch) und Nathan Tysen (Buch und Gesangstexte). Es verlegt die Handlung von Shakespeares Sommernachtstraum auf den geheimen US-Militärstützpunkt Area 51 in der Gegenwart, wobei die Elfen der Vorlage nun auf der Erde gestrandete Aliens sind.

## Handlung
Nachrichtenreporterin Melissa berichtet für die Channel 9 News von der vormals geheimen US-Militärbasis Area 51 in Nevada, die nun ein Freizeitpark werden soll. Um potentielles Publikum zu beruhigen, hat der verantwortliche Colonel Rasmusson vier wissenschaftsbegeisterte Jugendliche von der Las Vegas Prep School eingeladen, das Wochenende vor der Eröffnung auf dem Areal zu verbringen. Sie sollen sich frei bewegen und durch ihre Forschungen belegen, dass sich entgegen den verbreiteten Mythen auf der Anlage keinerlei (möglicherweise gefährliche) Aliens befinden. Die vier Juniorgelehrten sollen ihre Ergebnisse dann im Fernsehen präsentieren, als Hauptpreis für den besten Vortrag winkt ein Vollstipendium auf einer US-Hochschule nach Wahl. Begleitet werden sie vom „New Dawn“ genannten Showchor ihrer Schule, die mit thematisch passenden, selbst verfassten und einstudierten Musicalnummern die Präsentation umrahmen sollen.
Die vier Jugendlichen werden vom Hausmeister Snyder in ihr Quartier geführt und machen sich ans Werk. Die angehende Pilotin Rebecca will alle Luftfahrzeuge am Ort dokumentieren. Ihr Freund Randy unternimmt als Geologe Strahlenmessungen. Eliot, für Meteorologie begeistert, lässt einen Wetterballon steigen. Aurora, die sozial ängstliche Außenseiterin der Gruppe, interessiert sich für Astronomie und für mögliches Leben in fernen Galaxien. Von einem ominösen Podcast bezieht sie nicht nur Wissen über die auf Area 51 vermuteten Geheimaktivitäten, sondern sogar einen Lageplan, gezeichnet von einem früheren Angestellten. Ein Kreuz darauf bezeichnet den Raum, wo Aliens zu finden sein sollen. Alle vier Jugendlichen machen sich zusammen auf den Weg dahin.
Die Informationen erweisen sich als wahr: In dem unterirdischen Bunker befindet sich eine Gruppe von Aliens. In den 1950er Jahren haben sie, angelockt von der Musik der Zeit, auf der Erde eine Bruchlandung gemacht und wurden eingesperrt. Seither üben sie, ihr Raumschiff auseinander- und wieder zusammenzubauen, um bei passender Gelegenheit die Teile an die Erdoberfläche bringen und nach Hause fliegen zu können. Rebecca, Randy, Eliot und Aurora entdecken das Raumschiff, können aber die nur aus Energie bestehenden Aliens nicht sehen oder hören. Puck, jüngstes Mitglied der Alien-Expedition, hat eine Brille gebaut, welche die Kommunikation ermöglichen soll. Leider funktioniert sie zunächst nicht richtig: Wer sie aufsetzt, verliebt sich beim Blick durch ihre Gläser in die nächstbeste Person. So sind Randy und Eliot auf einmal beide in Aurora verschossen, sehr zu Rebeccas Leidwesen, und die Alien-Kommandantin Titania verfällt hemmungslos dem Hausmeister Snyder – der steckt, von seiner unerfüllten Leidenschaft fürs Showbusiness getrieben, in einem Alien-Kostüm des Musicalchors fest.
Nach einiger Konfusion gelingt Puck die Reparatur der Brille, und Aurora tritt in Kontakt mit den Aliens. Sie erfährt alle Hintergründe und ersinnt einen Plan zur Flucht. Vor laufender TV-Kamera stellt der Musicalchor in einer aufwändigen Shownummer den Zusammenbau eines Luftfahrzeugs dar, während in Wahrheit die unsichtbaren Aliens die Arbeit machen. Der Abflug ins All freilich kann nicht unverborgen bleiben – Reporterin Melissa hat nun die Story ihres Lebens! Rebecca siegt im Stipendienwettbewerb, dank ihrer Notizen über das Raumschiff, und die zuvor von Puck entzauberten Jugendlichen finden sich zu zwei passenden Paaren zusammen. Snyder in seinem Kostüm ist allerdings von den Aliens mit an Bord genommen worden.

## Gesangsnummern

### I. Akt
- „Action News Jingle“ – Frauenstimmen
- „New Dawn“ – New Dawn
- „Lab Into“ – Rebecca, Aurora, Randy, Eliot
- „Follow The Stars“ – Aurora
- „Weatherman“ – Eliot
- „Area 51“ – New Dawn
- „Show Me The Stage“ – Snyder
- „Until The Day“ – Oberon, Titania, Aliens
- „Two Steps Ahead“ – Puck
- „Aurora“ – Eliot, Randy, Moth, Mustardseed, Stimmen off-stage
- „23,360“ – Oberon, Titania, Aliens
- „Dreamland“ – Rebecca, Eliot, Randy, Aurora

### II. Akt
- „Totally Safe“ – New Dawn & Snyder
- „Kodiak“ – Randy, Eliot, Moth, Mustardseed, Stimmen off-stage
- „Aurora (Reprise)“ – Titania
- „Sweet Dreams“ – Titania, Cobweb, Peaseblossom, Stimmen off-stage
- „Contact“ – Puck, Aurora
- „Last Day On Earth“ – New Dawn, Randy, Eliot
- „Finale“ – New Dawn

## Über das Stück
Die Autoren bezeichnen ihr Stück als „temporeiche B-Movie-Parodie des Sommernachtstraums, albern und ein Bisschen unverschämt“, mit einigen zentralen Ensemble-Shownummern nach Art von „Glee auf Droge“. Die Songs variieren zwischen typischem Musical-Idiom der Gegenwart für die vier Jugendlichen und Anspielungen auf die 1950er Jahre für die Aliens. Das Stück ist so konzipiert, dass es sich für Profi- ebenso wie für Low-Budget-Produktionen eignet. Etliche der Rollen können gender-variabel besetzt werden.
Chris Miller und Nathan Tysen hatten zuvor schon mehrere Musicals gemeinsam verfasst, darunter das 2016 am Broadway aufgeführte Tuck Everlasting. Dreamland entstand im Auftrag der Educational Theatre Association und wurde in einer vom Verlag Concord Theatricals gesponserten Workshop-Präsentation erstmals beim Internationalen Thespian Festival 2019 in Lincoln, Nebraska, gezeigt. Die eigentliche Uraufführung fand am 30. Januar 2020 an der Salina South High School in Kansas in einer Inszenierung von Kate Lindsay statt.

## Einspielung
Studio Cast Recording 2021, Craft Recordings, mit Sarah Charles Lewis (Aurora), Sam Primack (Eliot), Gizel Jiménez (Rebecca), Nirvaan Pal (Randy), Christian Borle (Snyder), Jessica Vosk (Puck), Michael McElroy (Oberon), Katie Thompson (Titania), Charity Angél Dawson (Moth), Arielle Jacobs (Mustardseed), Gabrielle McClinton (Cobweb), Jackie Burns (Peaseblossom), Harrison Lewis, Jacob Keith Watson (Aliens), Emily Afton, Casey Erin Clark, Adee David, Chris Dilley, Jason Pomerantz, Desiree Rodriguez, Vishal Vaidya, Jacob Keith Watson (New Dawn).